# Фитофагия

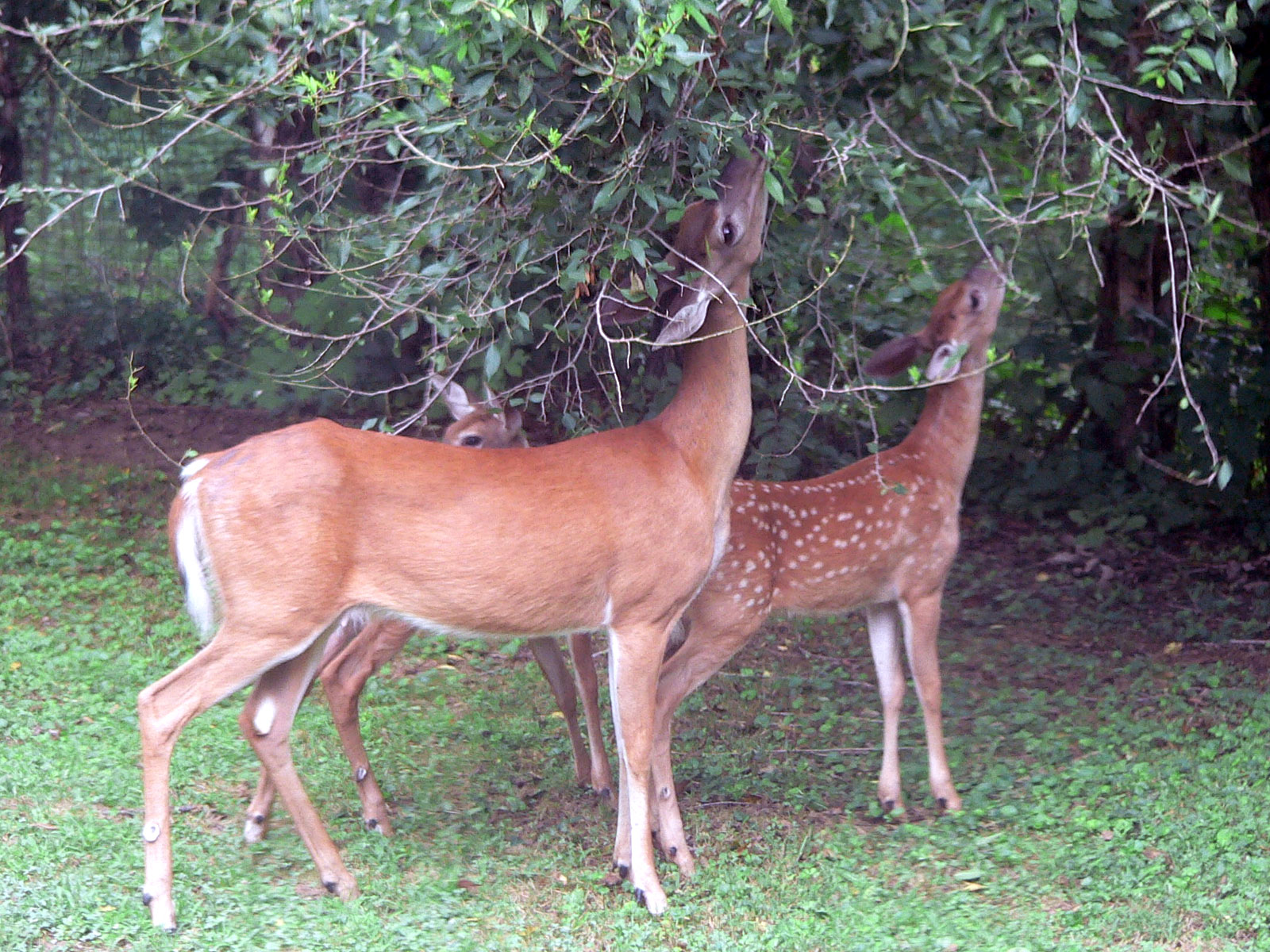
Олени, поедающие листву

Фитофагия (от др.-греч. φῠτόν — «растение» + φαγεῖν — «съесть»), растительноя́дность, травоя́дность — питание  животных растительной пищей. Фитофаги являются так называемыми первичными потребителями (консументами I-го порядка) в пищевой цепи, а в экосистемах — хищниками с пастбищным типом питания. Фитофаги и их кормовые растения эволюционируют связанно (коэволюционируют): растения приобретают признаки устойчивости к поедателям (например, ядовитость разной степени или колючесть), а фитофаги противостоят этому.
Среди некоторых животных абсолютных фитофагов не существует, все они частично используют и животную пищу (например, жвачные переваривают часть своих протистов-симбионтов, северные олени едят иногда леммингов); но масса случайно поедаемых мелких животных (насекомых, простейших) чаще несопоставима с массой потребляемых фитофагами растений. Из пищеварительных ферментов у них преобладают амилазы. У некоторых беспозвоночных есть ферменты, расщепляющие целлюлозу (целлюлаза, гемицеллюлаза, лихеназа и др.), у позвоночных животных они отсутствуют, но её усвоение у большинства позвоночных фитофагов осуществляется при помощи симбиотических простейших.
По сравнению с другими млекопитающими, травоядных отличает большой размер, поскольку переваривание большого количества растительной пищи более эффективно с энергетической точки зрения.
К растительноядным относятся некоторые многоножки (например, кивсяки), дождевые черви, и многие брюхоногие.